# Улица Григория Сковороды (Киев)
Улица Григория Сковороды (укр. Вулиця Григорія Сковороди) — улица в Подольском районе города Киева. Пролегает от Контрактовой площади до Набережно-Крещатицкой улицы. К улице Григория Сковороды примыкают улицы Межигорская, Волошская и Почайнинская.

## История
Улица Григория Сковороды является одной из древнейших улиц Киева. Она известна с XVIII столетия под названием улица Никольская, Набережно-Никольская — от Набережно-Никольской (или Николая Набережного) церкви, что расположена по улице за номером № 12 (построена в 1772—1775 годах). В 1869 году улица официально получила название Набережно-Никольской. В 1973 году названа в честь Григория Сковороды.
После пожара на Подоле 1811 года улицу перепланировали по проекту архитектора В. Гесте. Старая трасса улицы проходила мимо Братского монастыря, бурсы Киево-Могилянской академии и Набережно-Никольской церкви. Архитектор А. Меленский, который проектировал новую трассу улицы, выпрямил её, обозначив конечными точками старое здание академии на западе и здание бурсы на востоке. При этом ширина улицы возле Братского монастыря была увеличена вдвое.

## Застройка
Основными архитектурными доминантами улицы являются комплекс Братского Богоявленского монастыря (XVII столетия) и церковь Николая Набережного (1772—1775 годы). Застройка улицы относится преимущественно к первой половине XIX столетия. Часть застройки между улицами Волошской и Почайнинской с чётной стороны улицы Григория Сковороды была утрачена в 1960-х годах; на этом месте обустроили сквер. Часть застройки квартала с нечётной стороны снесли в первой половине 1980-х годов, а на её месте в 1987 году возведён комплекс современных домов по проекту архитектора В. Розенберга.

### Памятники архитектуры

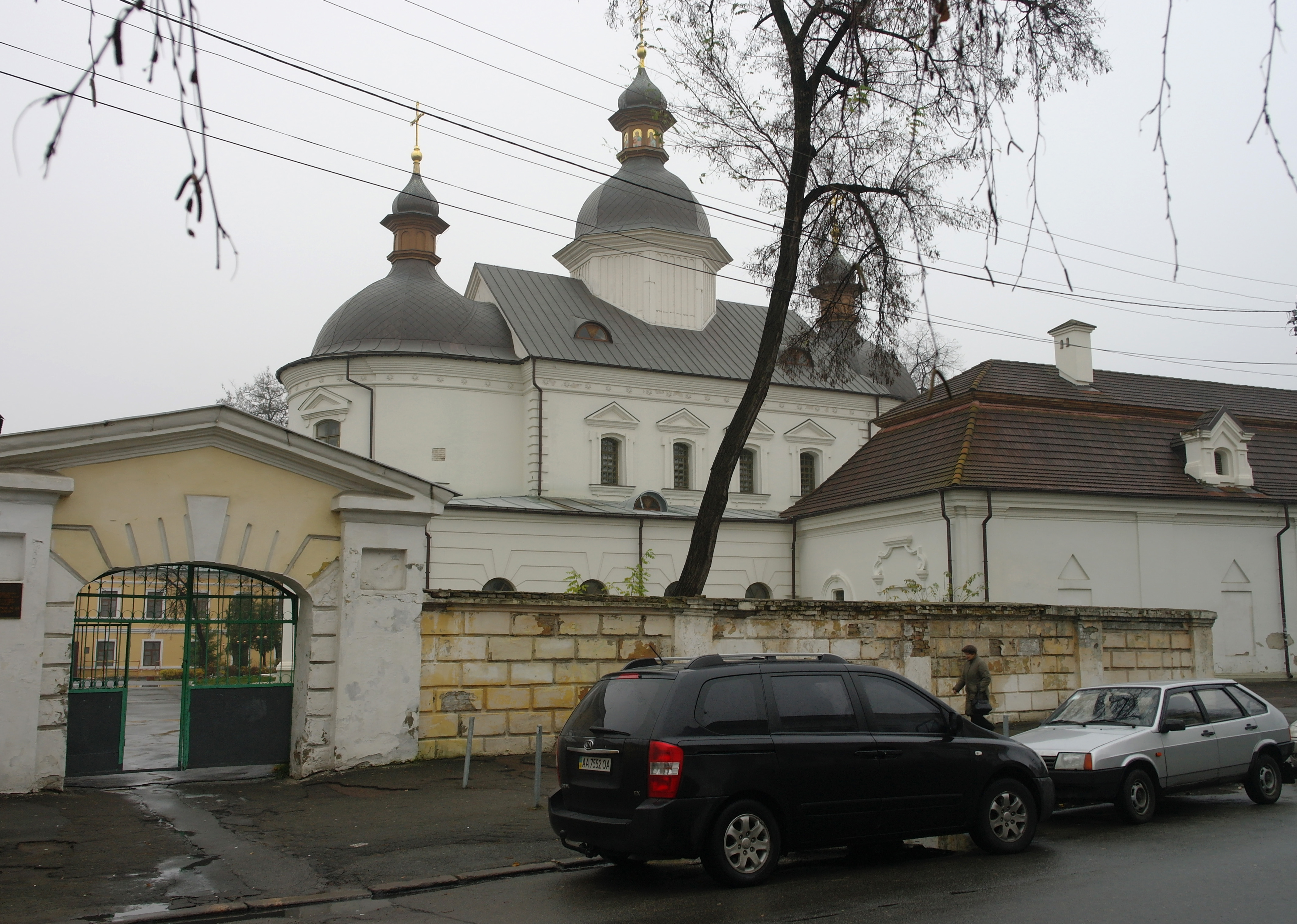
Киево-Могилянская академия

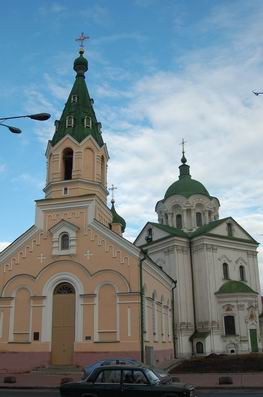
Церковь Николы Доброго

- здание № 1 — флигель усадьбы в стиле необарокко (вторая половина XIX столетия)
- дома № 5 и № 5-А — усадьба начала XIX столетия; состоит из флигеля (№ 5) и главного здания в стиле классицизм (№ 5-А)
- дома № 7-А, 7-Б, 7-В, 7/9 — усадьба второй половины XIX столетия, является характерным образцом застройки того времени. Состоит из главного здания (№ 7-А), возведённого в 1859 году архитектором Ф. Головановым, жилого здания с магазином (№ 7/9) 1903 года, жилого здания (№ 7-В) и флигелей (№ 7-Б) 1897 года.
- дома № 21-А, 21-Б, 21-В — усадьба первой половины XIX столетия. Состоит из жилого здания в стиле классицизм (№ 21-А), возведённого по типовому проекту в первой четверти XIX столетия, магазинов (№ 21-Б) второй половины XIX столетия и конторы (№ 21-В), возведённой в 1852 году.

На улице Сковороды остался один из немногих домов, уцелевших после подольского пожара 1811 года — здание № 9-Б, возведённое в конце XVIII — в начале XIX столетия, но не позднее 1811 года. Он расположен под углом к красной линии улицы, указывая, таким образом, направление старой трассы улицы. Это кирпичное здание, почти квадратное в плане, возведено в стиле казацкое барокко. После пожара архитектор А. Меленский построил его в стиле классицизм. Здание принадлежало купцу первой гильдии, бургомистру Киевского магистрата Г. И. Киселевскому.
Здание № 8 по улице Григория Сковороды — старейшее гражданское здание Киева, так называемый Дом Галшки Гулевичевны (конец XVI — начало XVII столетия).

### Памятники и мемориальные доски
На здании № 2 (старый учебный корпус Киево-Могилянской академии) установлены следующие мемориальные доски:
- Артемию Веделю (1767—1808), который учился и работал в Киево-Могилянской академии. Открыта в октябре 2008 года, скульптор И. Гречаник.
- Галшке Гулевичевне (1575—1642). Открыта в 1992 году, скульптор В. П. Луцак.
- Петру Могиле (1596—1647), одному из основателей Киево-Могилянской академии. Открыт в 1997 году, скульптор В. И. Сивко, архитектор М. И. Белик.
- Ломоносову Михаилу Васильевичу (1711—1765), который в 1734 году работал в Киевской Академии. Открыта в августе 1973 года, скульптор И. С. Зноба, архитектор Т. А. Чебыкина.
- Сковороде Григорию Саввичу (1722—1794), который учился в Киевской Академии в 1744—1750 годах. Открыта 16 сентября 1964 года. Скульптор И. П. Кавалеридзе, архитектор Р. П. Быкова.

## Важные учреждения
- Британский Совет на Украине (дом № 12/4)
- Национальный университет «Киево-Могилянская академия» (дом № 2)

## Транспорт
- Станция метро «Контрактовая площадь»

## Почтовый индекс
04070